# التسک (روستا)
التسک (روستا) (به لاتین: Altsek (village)) روستایی در بلغارستان است که در استان دوبریچ واقع شده‌است.